# Luan Zmijani
Luan Zmijani (Scutari, 19 giugno 1976) è un allenatore di calcio ed ex calciatore albanese, di ruolo difensore.

## Carriera

### Nazionale
Ha collezionato 2 presenze con la Nazionale albanese.